# Horst J. Andel
Horst J. Andel (* 1933 in Wiesbaden; † 2001 in München) war ein deutsch-luxemburgischer Journalist und langjährige Quelle des israelischen Geheimdienstes Mossad.

## Leben
Andel, der jüdischer Herkunft war, arbeitete viele Jahre für den israelischen Geheimdienst Mossad. In Kairo klärte er ab 1962 die Raketen- und Luftfahrtindustrie von Ägypten auf, die maßgeblich von ehemaligen Nationalsozialisten aus Deutschland aufgebaut worden war. Er spürte auch die in Ägypten untergetauchten Nationalsozialisten Hans Eisele (KZ-Arzt) und Johann von Leers (Publizist) auf. Im Sechstagekrieg vom Juni 1967 war er an einer wichtigen Geheimdienstoperation des Mossad beteiligt, durch die die Geheimdienste der mit Israel verfeindeten arabischen Staaten getäuscht wurden. In den 1980er Jahren beobachtete er für den Mossad die rechtsextremistische Szene in der Bundesrepublik Deutschland. Er nahm unter seinem Klarnamen am Gründungsparteitag der Partei Die Republikaner teil und war als Rechercheur für den rechtsextremistischen Verleger und Politiker Gerhard Frey tätig.
Neben seiner Spionage-Tätigkeit war Andel auch als Korrespondent für zahlreiche deutschsprachige Zeitungen und als Sachbuchautor (teilweise unter dem Pseudonym Aharon Moshel oder Alfred Schneider) tätig.
Er hatte Frau und Sohn und wohnte, wenn nicht gerade im Nahen Osten, auch in Luxemburg.

## Veröffentlichungen
- Knut Hamsuns Erbin. Selbstverlag, Wiesbaden 1955.
- Das Weltbild des heutigen Menschen. Richtweiser-Verlag, Frankfurt am Main. 1957.
- Nahost-Report, Afrika-Verlag. Pfaffenhofen/Ilm 1976.
- Kommen morgen die Araber? Zürich: Schweizer Verlagshaus 1976. (als Taschenbuchausgabe unter dem Titel Die Araber. Europas Nachbarn, Fischer Taschenbuch Verlag, Frankfurt am Main 1978.)
- Kollaboration und Résistance. Der Fall Barbie. Herbig Verlag, München – Berlin 1987. (Taschenbuchausgabe Ullstein Verlag, Frankfurt am Main – Berlin 1995.)
- (als Aharon Moshel) In einer Hand den Ölzweig. Jassir Arafat und die PLO. Facta Oblita, Hamburg und München 1988.
- (als Aharon Moshel) Die Viper. Die Geschichte eines israelischen Spions. Facta Oblita, Hamburg und München 1989.
- (als Aharon Moshel) Das Haus in der Armenruhstraße. Klein und Blechinger, Köln 1994.